# Белият затворник
„Белият затворник – Тайната история на Гълъбин Боевски“  е биографичен роман от журналиста от вестник „България Днес“ Огнян Георгиев за живота на олимпийския шампион по вдигане на тежести Гълъбин Боевски. Книгата е издадена на 21 декември 2013 от ИК „Труд“. Романът описва непознати моменти от кариерата и живота на щангиста, заловен и осъден за трафик на наркотици в Бразилия. 